# ロカルノ-ポンテ・ボロッラ-ビニャスコ鉄道ABDe4/4形電車

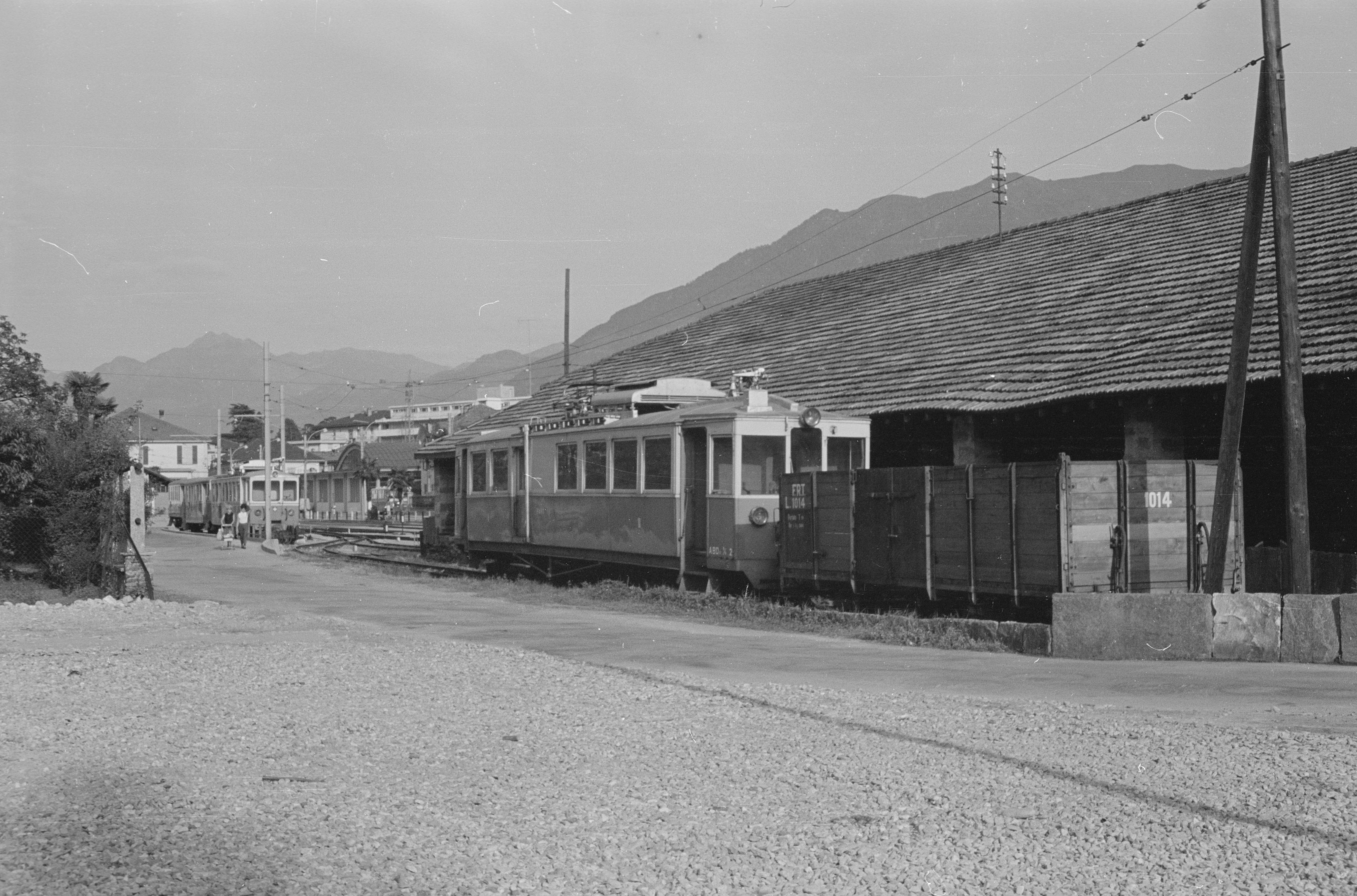
ABDe4/4 2号機、ほぼ原形、本形式の特徴であった軌道上左側架線用の集電装置と通常のパンタグラフを併設している、ロカルノ・サンアントニオ駅、1966年

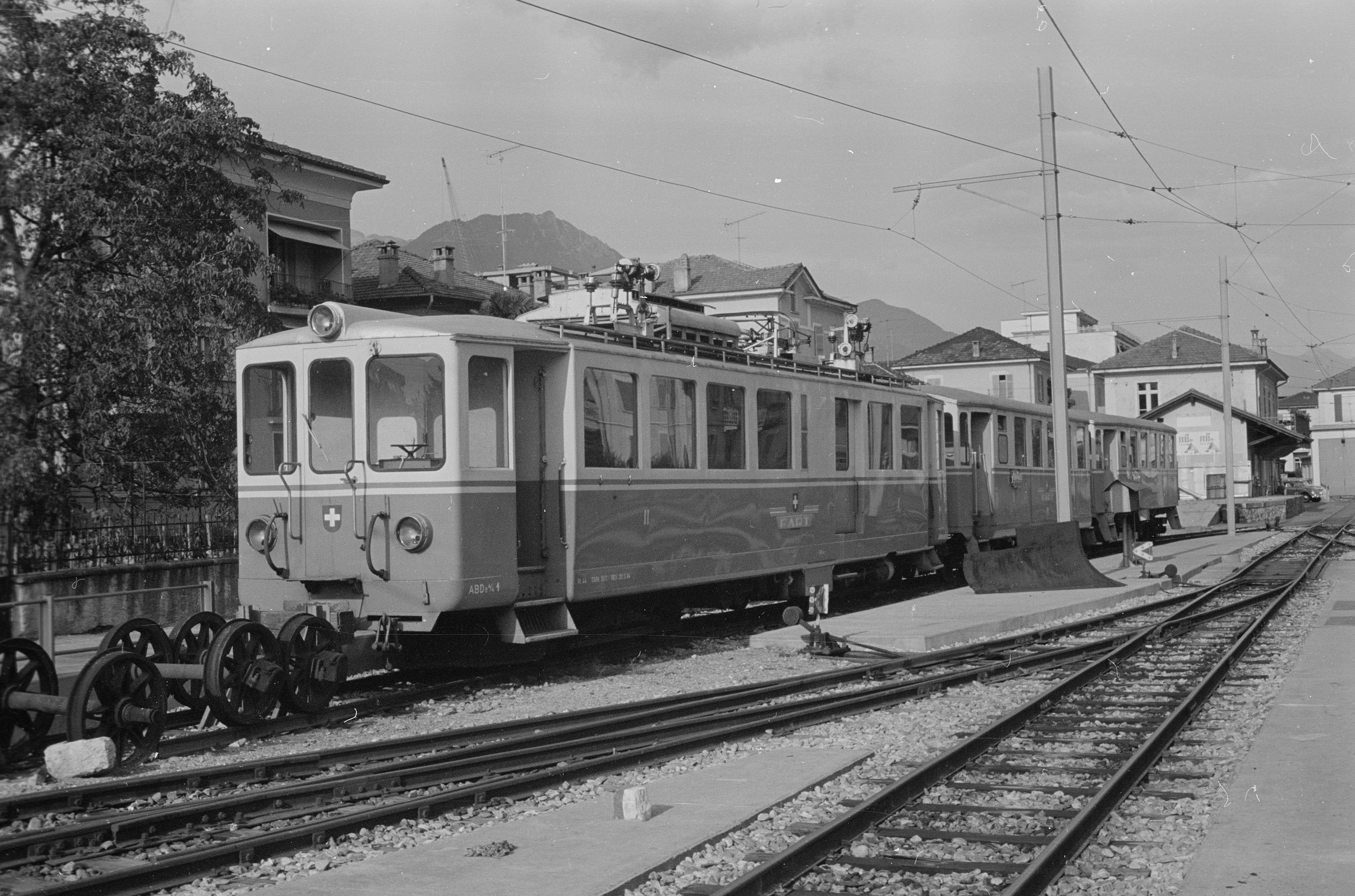
ABDe4/4 1号機、車体更新後、外板が鋼板溶接式に更新されているが基本的な形状は原形のままで集電装置も2種を併設、ロカルノ・サンアントニオ駅、1966年

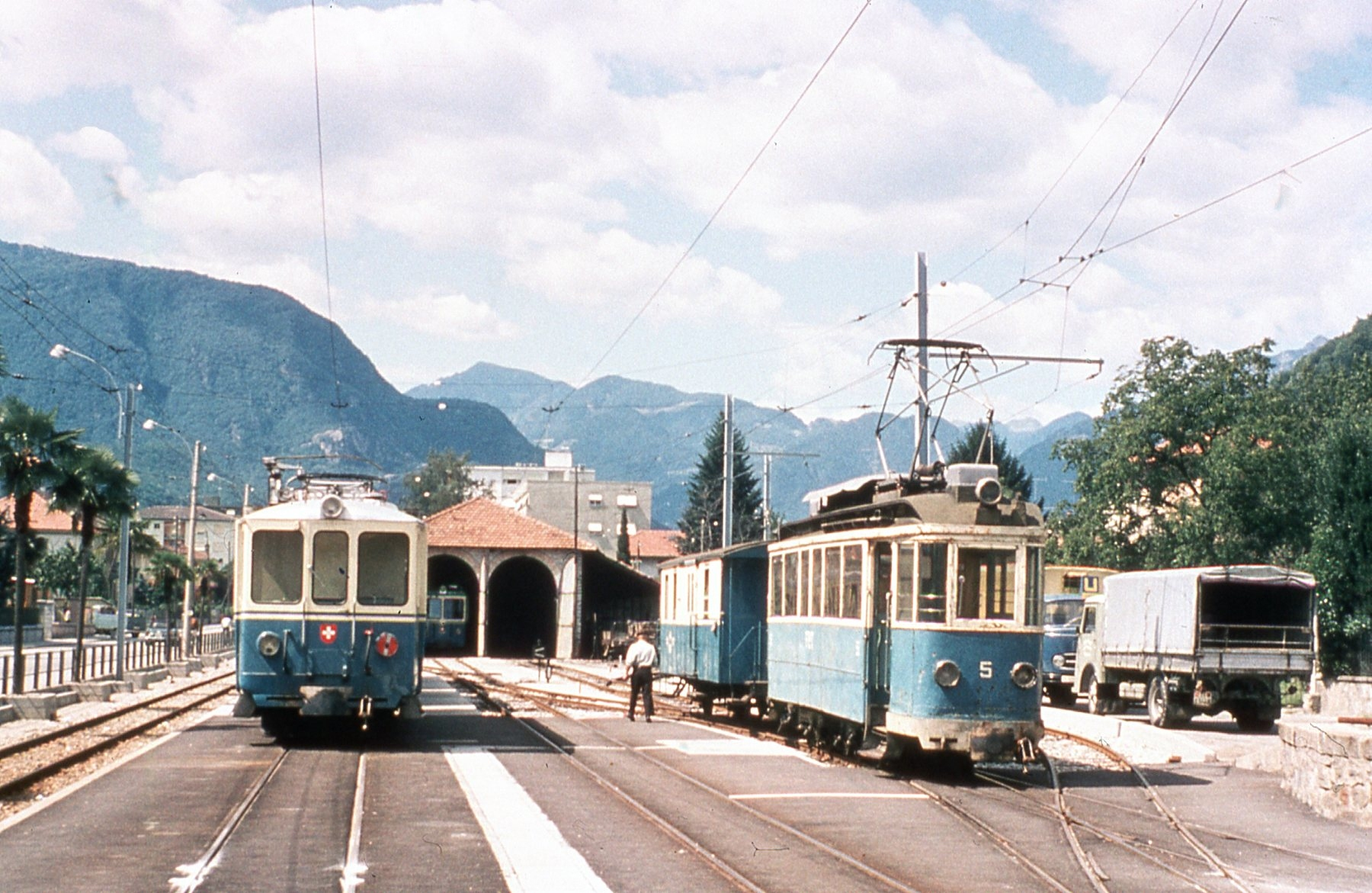
ロカルノ・サンアントニオの車庫に留置中のABDe4/4 1号機（左側）、車体更新後、チェントヴァッリ鉄道で運用されていた時代、1970年

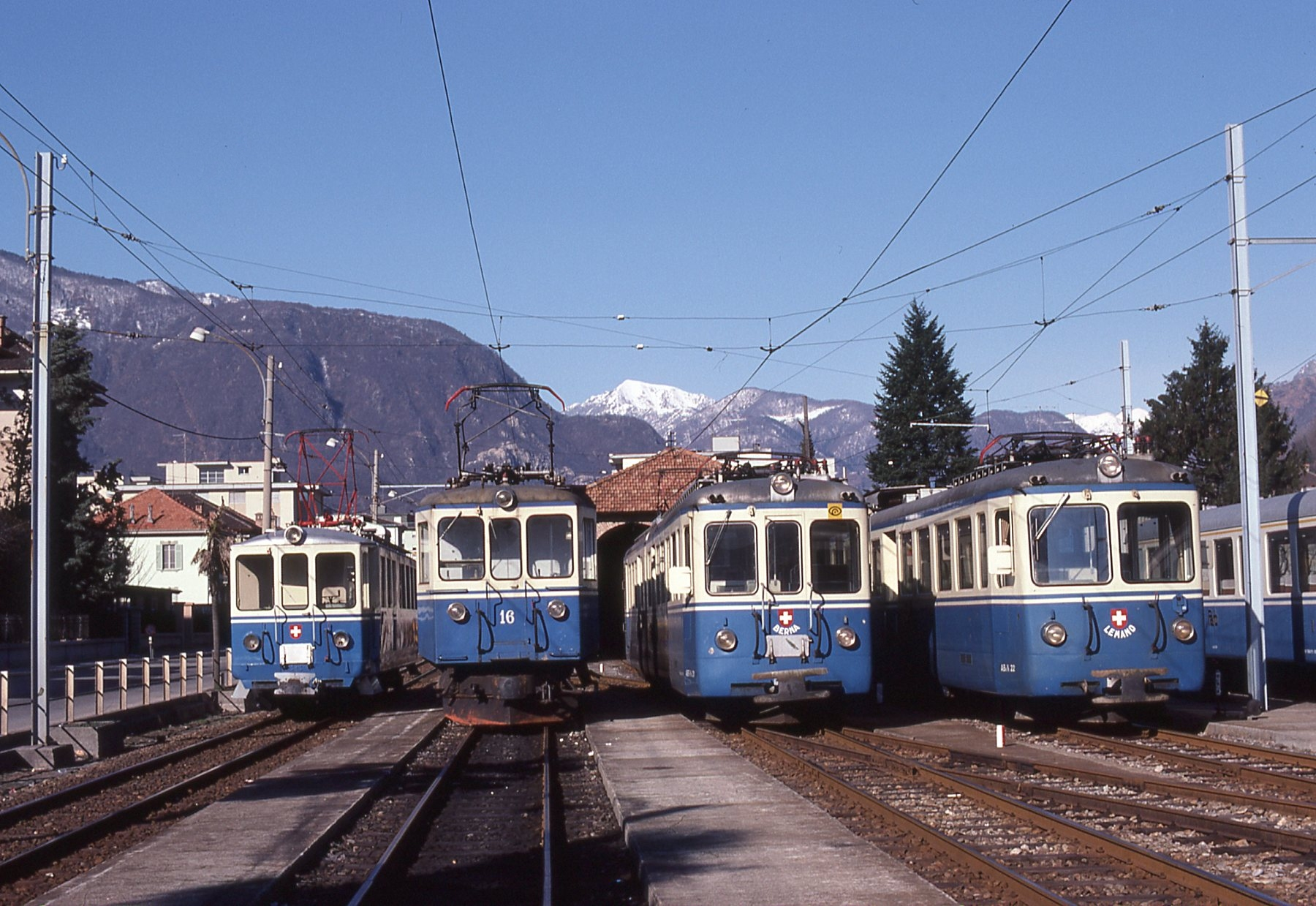
同じくロカルノ・サンアントニオの車庫に留置中のABDe4/4 1号機（左端）、車体更新後

ロカルノ-ポンテ・ボロッラ-ビニャスコ鉄道ABDe4/4形電車（ロカルノ-ポンテ・ボロッラ-ビニャスコてつどうABDe4/4がたでんしゃ）は、スイス南部のロカルノ-ポンテ・ボロッラ-ビニャスコ鉄道（Ferrovia Locarno–Ponte Brolla–Bignasca(LPB)）が運営していたマッジア渓谷鉄道で使用された山岳鉄道用電車である。

## 概要
スイス南部ティチーノ州のマッジョーレ湖畔の都市ロカルノを起点としてポンテ・ボロッラからマッジア峡谷を遡り、マッジアを経由してビニャスコへ至る1000 mm軌間の路線である通称マッジア渓谷鉄道は1907年の開業時に当時世界的にも鉄道への普及が始まったばかりの単相交流での電化がなされ、MFO製の機器を使用して1904年からロカルノ市街へ給電していた出力500 kWのボンテ・ボロッラ水力発電所の余剰電力による交流5000 V・20 Hzを主として、ロカルノ市街地では安全のために電圧を下げた交流800 V・20 Hzが使用されていた。本形式はマッジア渓谷鉄道の開業にあたりBCFe4/4形1-3号機として用意された山岳鉄道用の電車であり、価格は1両49,447.85スイス・フラン、製造は車体をMAN、電機部品、主電動機をMFOが担当しており、最大速度45 km/h、定格出力117 kWを発揮する山岳鉄道用の機体で、軌道中心上の交流800 Vの架線用のパンタグラフと軌道上左側の交流5000 Vの側架線用のロッド式の集電装置を搭載するのが特徴である。なお、交流5000 V架線用の屋根上車体左側車端部を軸として枕木方向に回転するロッド式の集電装置は、MFOが最初の単相交流式試作機関車として1904、05年に製造したCe4/4形13501号機および13502号機に搭載されたものと同一のものである。その後マッジア渓谷鉄道と同時に計画をされていたロカルノ-ドモドッソラ間のチェントヴァッリ鉄道が一般的な直流1200 Vでの電化で開業したが、これに伴いマッジア渓谷鉄道も1925年から直流1200 Vに変更され、本機は電機品をBBC製の直流用のものに交換をしているが、架線は交流電化の施設のままであったため、集電装置は二種を搭載したままとなっている。その後1952年1月1日にはロカルノ-ポンテ・ボロッラ-ビニャスコ鉄道はチェントヴァッリ鉄道のスイス側やバスなどを運営するティチーノ州地域鉄道に合併し、本機は1956年および1964年の称号改正でそれぞれABFe4/4形、ABDe4/4形となって運用されていたが、利用客の減少により、チェントヴァッリ鉄道に編入されていたロカルノ-ポンテ・ボロッラ間を除くマッジア渓谷鉄道は1965年11月28日に廃止となり、これに伴い2号機と3号機は1967年と1966年に廃車、解体されている。一方、1号機は1963-64年に車体更新改造を実施し、マッジア渓谷鉄道廃止後もABDe4/4形1号機としてチェントヴァッリ鉄道で運用され、その後1982年にはチェントヴァッリ鉄道のイタリア側を運営するアルプス山麓鉄道に譲渡されており、この間に事業用車であるXe4/4形1号機に形式変更されている。Xe4/4 1号機は最終的に1997年10月23日に廃車となり、鉄道車両保存団体に譲渡されて復元が計画されていたが2009年に断念されている。

## 仕様

### 車体
- 車体は木鉄合造で、台枠は鋼材のリベット組立式でトラス棒付、その上に木製の車体骨組および屋根を載せて前面および側面外板は鋼板を木ねじ止めとしたものとし、屋根は屋根布張り、床および内装は木製とした構造である。
- 車体は両運転台式で、前面は切妻式で窓下および窓枠、車体隅部および裾部に型帯が入る貫通式のもので、貫通渡り板付の貫通扉の左右に運転室窓があり、その下部の左右2箇所に大型の丸形前照灯を引掛式に設置している。
- 車体の側面は前面同様に窓下や窓枠、車体裾部に型帯が入るもので、窓扉配置1D41D2D1（運転室窓-乗降扉-3等室窓-荷物室/機械室窓-荷物室扉-2等室窓-乗降扉-運転室窓）である。車体両端は乗降扉が設置された運転室兼デッキで、その間に前位側から2等室、 5.4 m2の荷物室と機械室、3等室（喫煙）、3等室（禁煙）の順に客室が配置され、それぞれの客室は開戸付の仕切壁で仕切られている。また、客室窓は下降窓、乗降扉は片引戸で外側に2段のステップを経由して乗車するほか、乗降扉は引戸であるが戸袋はなく、運転室兼デッキの車体両端側室内へ引き込まれる。
- 1等室は2+1列の3人掛け、2等室は2+2列の4人掛けのそれぞれ固定式クロスシートで、2等室が2ボックス、3等室は喫煙1ボックスと禁煙3ボックスとなっている。1等室の座席はモケット貼り、2等室のものは木製ニス塗りのベンチシートとなっており、室内の天井は白、側壁面や窓枠は木製ニス塗り、荷棚は座席上枕木方向に設置されており、唐草模様の装飾付の金具が使用されている。
- そのほか、連結器は車体端部に設置されるねじ式連結器で、緩衝器が中央、フック・リングがその左右にあるタイプであり、その下部の台車前部にスノープラウが装備されているほか、屋根上には集電装置とトルペード式のベンチレーターおよびランボードが、後位側の正面には屋根上昇降用の梯子が設置されている。
- 塗装
  - 製造時は車体は薄黄色で窓枠をニス塗り、型帯などを黒として、側面窓下の中央に"LOCARNO–PONTE BROLLA–BIGNASCO"の、乗降扉脇の先頭側に"II"もしくは"III"の客室等級の、車体中央側および正面貫通扉下部に機番のレタリングが影付きの飾り文字でそれぞれ入り、屋根および屋根上機器、台枠はライトグレー、床下機器と台車は黒であった。
  - その後型帯部も車体と同色となり、標記類も簡略化されている。
  - チェントヴァッリ鉄道の開業後、1940年代には同鉄道の車両と同じく車体の下半部が青、上半部がクリーム色となり、埋められた荷物室部窓にLPBのレタリングと形式名と機番が、その下部にイタリア語でマッジア渓谷鉄道を表す"FERROVIA VALLE MAGGIA"のレタリングが入り、各客室窓下に"II"もしくは"III"の客室等級と禁煙の表記が、正面貫通扉下部に機番が入るものとなった。
  - 1960年代には同様の塗装ながら車体側面下部中央に"FART"のレタリングが入るものとなり、客室等級表記は数字に、側面車端下部に形式名と機番が入るものとなった。

### 走行機器
- 制御方式はタップ切換方式で、定格牽引出力29 kWの交流整流子電動機を4台を制御し、最高速度45 km/h、55 tの列車を牽引して33パーミルで15 km/hで走行可能な性能を確保したもので、通常区間の交流5000 V・20 Hzとロカルノ市内の交流800 V・20 Hzとに対応したものとなっている。
- 主変圧器は油冷式のもので、タップ切換制御による走行用の200 - 400 Vの8ステップの出力のほか、補機用の28 Vと8 V、暖房用の200 V、照明用の55 Vの出力を持つ。
- ブレーキ装置は8気圧の圧縮空気を元とする空気ブレーキを装備する。
- 台車は軸距2500 mm、動輪径860 mmの型鋼リベット組立式で、枕ばね、軸ばねともに重ね板ばね式であり、主電動機は1段減速、バー・サスペンション方式の吊掛け式に装荷され、歯車比は5.15となっている。動輪は車輪径860 mmの松葉スポーク車輪、基礎ブレーキ装置は片押式となっている。
- 主制御器などの主要機器類は機器室内に搭載された空気作動式の主開閉器を除いて床下に設置され、集電装置は屋根上中央には交流800 V区間用の大形のパンタグラフが1基とその前後左側に交流5000 V用の集電ロッドが1基ずつ設置される。

### 改造
- 運用開始後しばらくして正面貫通扉の上部に前照灯を増設したほか、側面車端部の乗降扉を撤去して開閉式の柵に置き換え、後位側前面の屋根上昇降用梯子の撤去を行っている。
- 交流800 V用の集電装置は大形のパンタグラフから角型のビューゲル、さらにその後弓型のビューゲルに交換しており、最終的には1952年に大形のパンタグラフが搭載されている。
- 正面連結器付近に鋼板を追加して端梁を強化しているほか、引掛式の正面下部左右の前照灯を固定式のものに変更、荷物室および機械室の窓を塞ぎ板張りに変更などの改造を実施している。
- 1925-26年には電気方式の変更に伴って電機品をBBC製の抵抗制御方式のものに変更するとともに、主電動機を定格出力を44 kWに増強した直流直巻整流子電動機に交換し、併せて駆動装置も交換して減速比を5.15から4.93に変更している。また、併せて空気ブレーキ装置をウェスティングハウス製のものに更新をしているほか、主制御器の変更に伴って発電ブレーキ機能が付加されて屋根上に力行およびブレーキ用の主抵抗器が設置されたが、1、2号機は前位側から集電ロッド、ビューゲル、主抵抗器、集電ロッドの配置であったが、3号機は主抵抗器、集電ロッド、ビューゲル、集電ロッド、主抵抗器の配置となっている。
- 1964年には1号機が車体更新を行い、車体は木製の骨組および内装に外板鋼板張りの構造のままであるが、外板はプレス加工した薄板の溶接構造のものとなったため継目がなくなり車体隅部がR付となったほか、車体裾部台枠側面も外板で覆われている。また、塗装は同時期のティチーノ州地域鉄道の新形車と同様の車体下半部が水色、上半部がクリーム色で、水色との境界部に細帯が入り、車体側面中央にティチーノ州地域鉄道のマークが、正面貫通扉下部にスイス国旗のエンブレムが付くものとなっている。

### 主要諸元
- 軌間：1000 mm
- 軸配置；Bo'Bo'
- 最大寸法：全長16000 mm、車体幅2700 mm
- 軸距：2500 mm
- 車輪径：860 mm
- 定員
  - 1等座席12名、2等座席32（禁煙8、喫煙24）名
  - 荷重3 t
- 最高速度：45 km/h

| 原形 - 電気方式：AC 5000 V / 800 V・20 Hz 架空線式 - 自重：28 t - 走行装置 - 主制御装置：タップ切換制御 - 主電動機：交流整流子電動機×4台 - 定格出力：29 kW×4 - 減速比：5.15 - 牽引トン数：55 t （33 パーミル・15 km/h、平坦・30 km/h において） - ブレーキ装置：空気ブレーキ、手ブレーキ | 直流化改造後 - 電気方式：DC 1200 V 架空線式 - 自重：29.7 t - 走行装置 - 主制御装置：抵抗制御 - 主電動機：直流直巻整流子電動機×4台 - 定格出力：44 kW×4 - 減速比：4.93 - ブレーキ装置：発電ブレーキ、空気ブレーキ、手ブレーキ |

## 運行

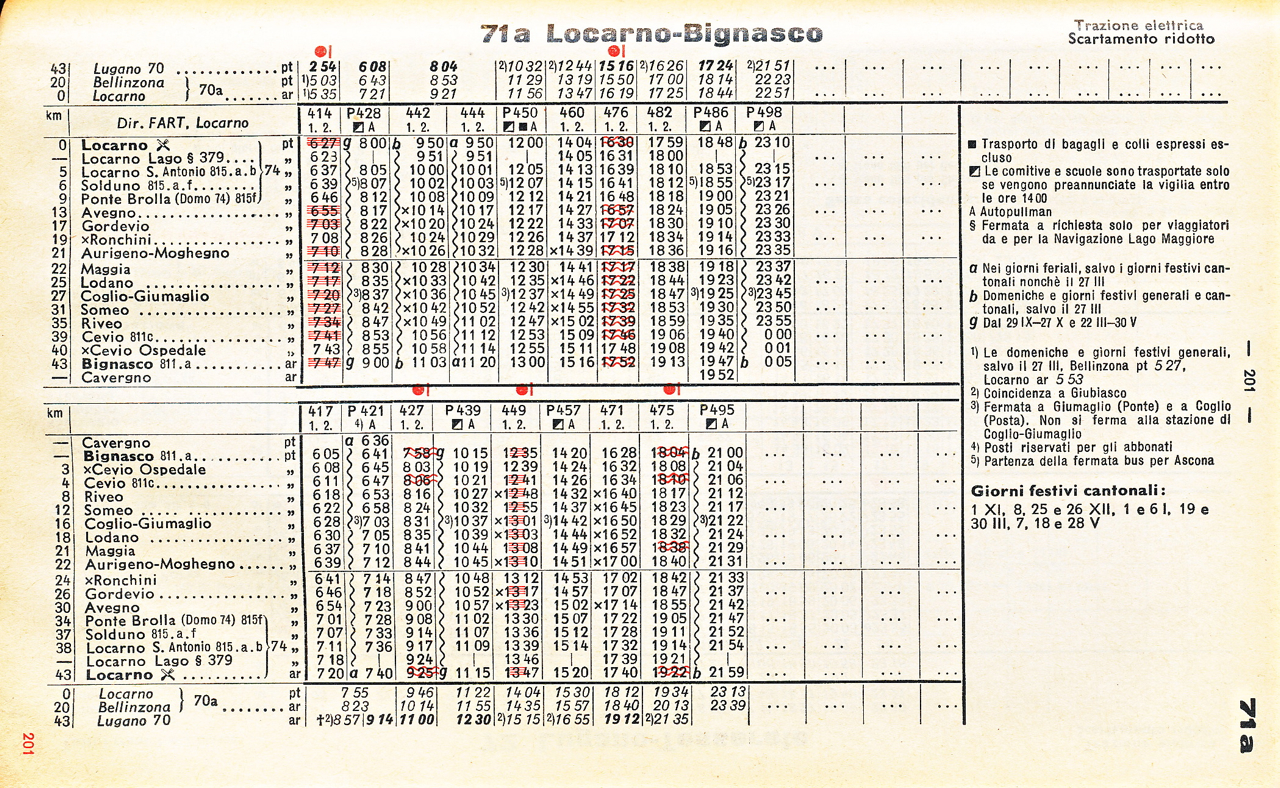
マッジア渓谷鉄道線の1963-64年冬ダイヤの時刻表

- マッジア渓谷鉄道は全長27.14 km、高度差225 m、最急勾配39パーミル、最高高度442 m、最低高度217 mで、スイスのティチーノ州マッジョーレ湖畔のロカルノからマッジア渓谷の左岸をビニャスコまで遡る路線であり、ゴッタルド鉄道トンネルの開業による観光需要の増加と沿線で採取される花崗岩の輸送を目的に建設されたものである。
- マッジア渓谷鉄道はロカルノ市内のロカルノ・サンアントニオからビニャスコ間が1907年9月2日に開業し、ロカルノ・サンアントニオからロカルノ駅間が1908年7月3日に開業しており、ロカルノ駅はロカルノ市内の路面電車であるロカルノ電気軌道[10]と共用で、同電気軌道はロカルノ・サンアントニオ-ロカルノ間と共に交流800 V・20 Hzでの電化であった。
- 開業当時のマッジア渓谷鉄道の動力車は本機のみであったため、C2 51-52形2等客車およびCZ2 305-306形2等荷物合造客車[11]、K 101-104形有蓋車、M 121-124形、N 161-164形、M 141-146形無蓋車の各貨車は本機が牽引をしていた。その後1911年に定格出力264 kWのGe2/2形電気機関車が増備された後も引続き客車および貨車の牽引に使用されている。
- チェントヴァッリ鉄道が開通してロカルノ-ポンテ・ボロッラ間が直流1200 V電化となった1923年から1925年までの間は本機は交流のまま残されていたポンテ・ボロッラ-ビニャスコ間のみで運用されており、その後1925-26年に直流機に改造された後に再度ロカルノまで乗り入れている。なお、それぞれの区間の電化方式の変更工事中はレーティッシュ鉄道から工事用に購入したG3/4形7号機および8号機が列車を牽引していた。
- 1945年7月23日には2号機と3号機が正面衝突事故を起こしたため、復旧までの間ティチーノ州地域鉄道およびアルプス山麓鉄道のBCFe4/4形のうち18号機のパンタグラフを一基撤去して側架線用のロッド式集電装置を搭載して代用としている。
- チェントヴァッリ鉄道開業後は同鉄道用に用意された客車もマッジア渓谷鉄道でも本機の牽引で運用されていた。
- 1960年の夏ダイヤではロカルノ-ビニャスコ間を約71-75分で季節列車を含めて9往復が設定されていた。
- マッジア渓谷鉄道廃止後も残った1号機は主にチェントヴァッリ鉄道のロカルノ-イントラーニャ間で使用された後、1979年以降はアルプス山麓鉄道で運行され、1982年には同鉄道に譲渡されているが、1980年以降はロカルノ駅構内に留置されていることが多かった。